# Pont de la Capella
El Pont de la Capella (en aranès Pònt dera Capèla) és un pont de Tredòs al municipi de Naut Aran (Vall d'Aran) que forma part de l'Inventari del Patrimoni Arquitectònic de Catalunya.

## Descripció
Aquest pont uneix el nucli amb la dreta de Tredós, passant per sobre del riu Garona. És el primer pont que es troba la Garona en entrar a Tredòs és d'estructura senzilla, d'un sol ull, i de no gaire altura, que com més usual aprofita l'encaix del llit del riu per assentar els esperons damunt de la roca.L'arcada d'estructura semicircular,rebaixada, és extradossada a banda i banda per sengles arcs resolts amb carreus allargassats disposats en full de llibre. Els paraments presenten material de reble, de mides mitjanes en un costat, i menut en l'altre, fet que probablement té a veure amb l'adequació posterior a laa calçada, de perfil pla, amb un cert desnivell.

## Història
Els viatgers que antigament es disposaven a creuar el port de la Bonaigua creuaven primerament aquest senzill pont de pedra i entraven a pregar a la capella de Sant Esteue per sol·licitar la seva protecció miraculosa en tant perillosa aventura. El pont fou construït en 1753 d'acord amb la inscripció que figura en una pedra aigües avall.